# Fouille
Pour les articles homonymes, voir Fouille (homonymie).
En archéologie et en paléontologie, la fouille est l'acte de rechercher des vestiges enfouis, qu'il s'agisse de constructions, d’objets ou de traces de l’activité humaine passée, et de procéder à leur mise au jour par enlèvement des matériaux et sédiments qui les recouvrent.

## Méthodes de fouille

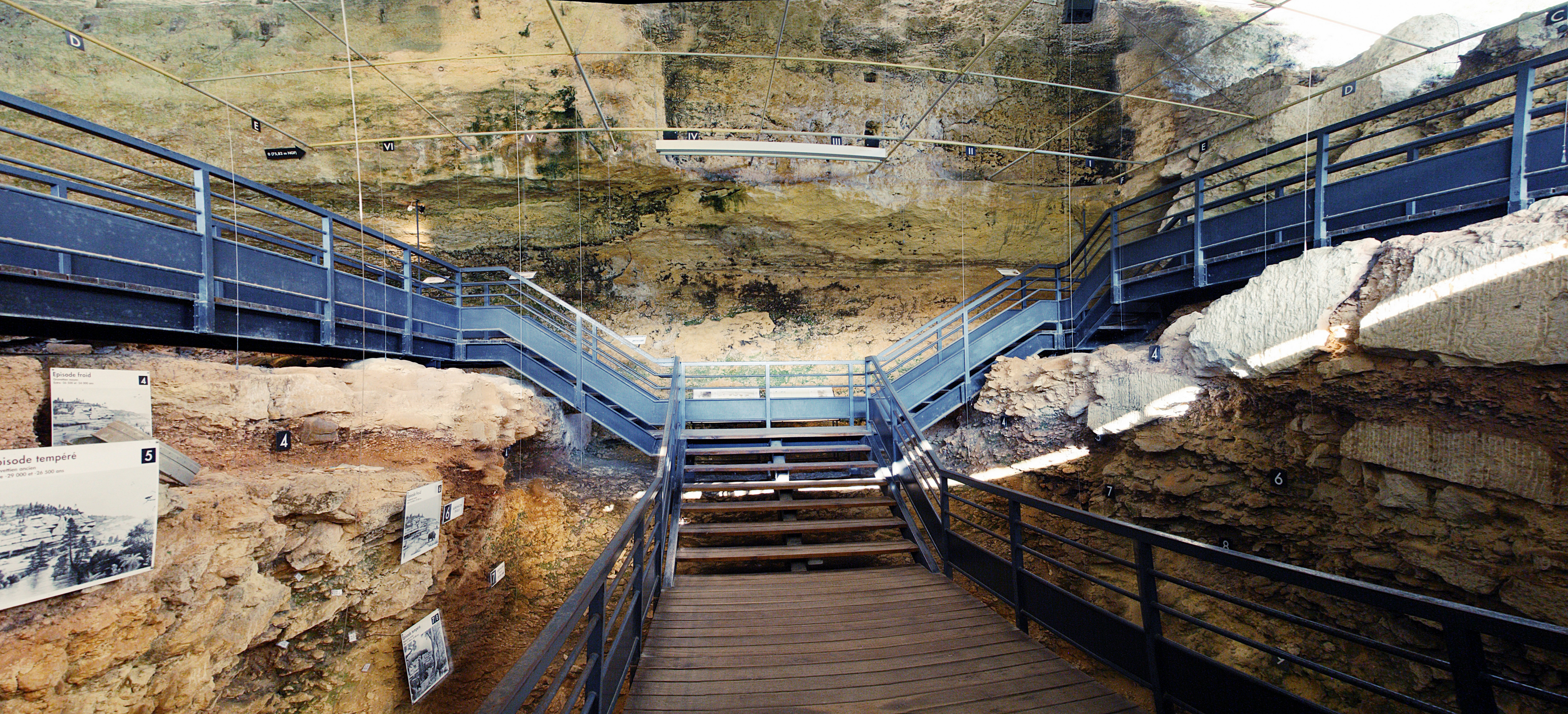
Fouilles archéologiques à l'Abri Pataud, en Dordogne.

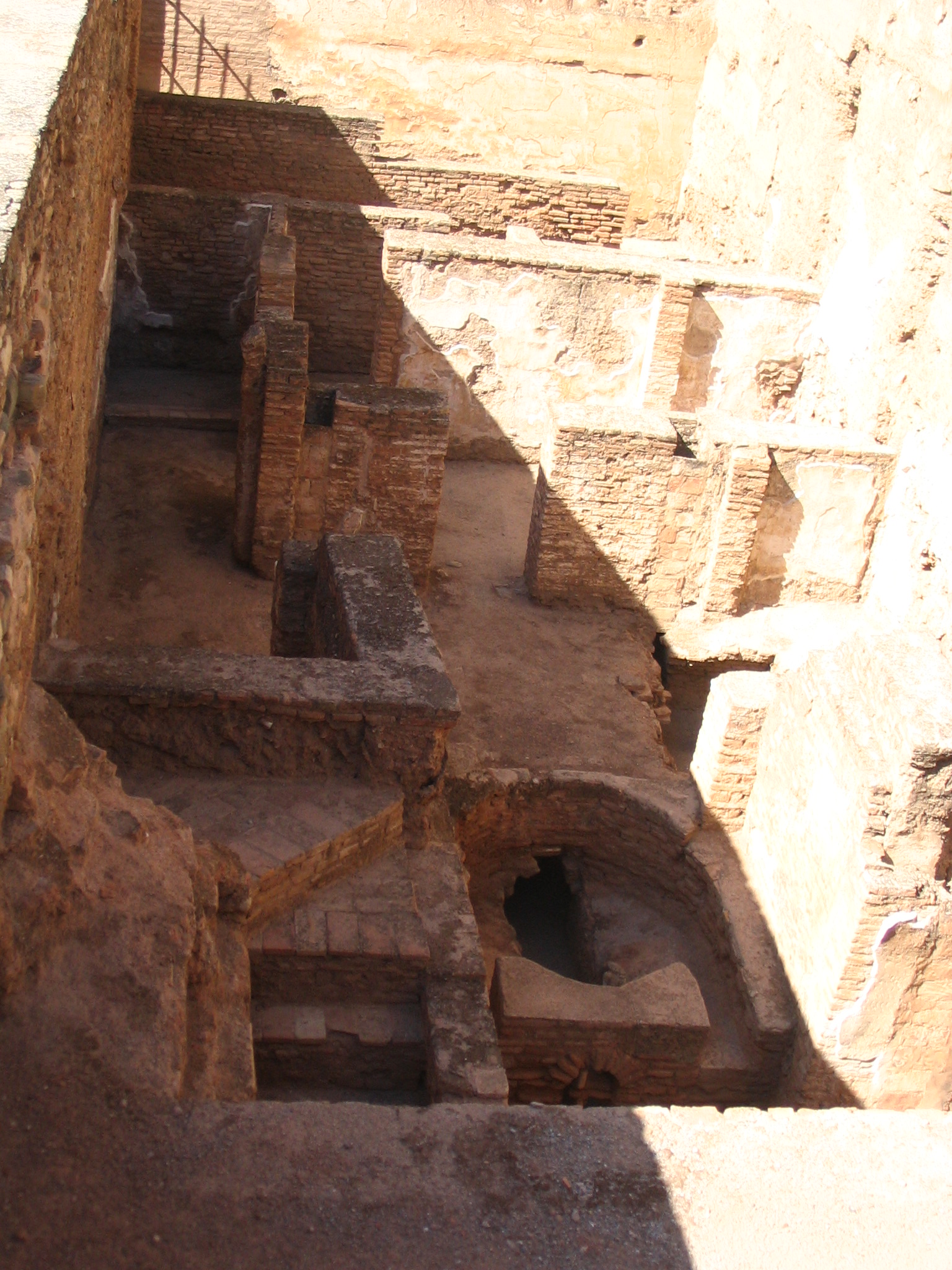
Excavations aux fins de restauration des thermes de la citadelle de l'Alcazaba, à l'Alhambra, en Andalousie.

Une technique précise doit être employée afin de tirer toutes les informations possibles des sols et structures fouillés. Une attention toute particulière est portée à la localisation exacte des objets découverts, à l'étude de la succession des différentes couches de terrain déblayés afin de pouvoir procéder à une étude stratigraphique.
En France, on distingue deux catégories de fouilles archéologiques :
- la fouille de sauvetage ou fouille préventive ;
- la fouille programmée.

La fouille, notamment préhistorique, se caractérise par une fouille dite « planimétrique ». Le fouilleur « décape » le carré fouillé (l'unité admise étant généralement le mètre carré), avec précaution, en faisant affleurer les vestiges découverts. Les outils sont variés : truelle, pinceau, scalpel, balayette. L'espace de fouille doit être protégé de toute pollution : bâche (pluie), fouille pieds-nus.
Au cours de la seconde moitié du XXe siècle, les archéologues ont systématisé les méthodes de fouille et de relevé. Parmi les principales propositions figurent celles de chercheurs tels que les Britanniques Mortimer Wheeler et Edward Harris ou les Français Georges Laplace et André Leroi-Gourhan. Désormais, la fouille s'accompagne d'un ensemble de relevés (plan du carré fouillé, dessin sur papier millimétré, photos, relevés d'altitude, etc.). L'ensemble de la documentation des carrés de fouilles, complétés par les analyses palynologiques/zoologiques, permettront de percevoir les espaces d'occupation (zones de travail, de circulation, de rejet...), et de saisir la fonction du site (habitat, halte de pêche/chasse, zone de travail (ateliers), approvisionnement de matières premières, etc.).
Une fois la fouille terminée, l'ensemble des éléments et conclusions sont en principe publiés dans un rapport de fouille. Si les vestiges découverts ne sont pas assez importants ou spectaculaires, le terrain est remblayé et rendu à son aspect premier.
L'expression « fouille clandestine » désigne improprement une excavation effectuée le plus souvent sans méthode, dans un but d'enrichissement personnel par des prospecteurs de métaux ou des collectionneurs privés. En France, elle constitue un délit : le code pénal interdit de détruire, dégrader ou détériorer une découverte archéologique.

## Protection des vestiges archéologiques lors de travaux d'urbanisme en France
Le second alinéa de l’article L. 421-6 (ex-L. 430-5) du code de l’urbanisme, dispose :
« Le permis de démolir peut être refusé ou n'être accordé que sous réserve de l'observation de prescriptions spéciales si les travaux envisagés sont de nature à compromettre la protection ou la mise en valeur du patrimoine bâti ou non bâti, du patrimoine archéologique, des quartiers, des monuments et des sites ».
L'article L. 421-6 permet ainsi d'éviter la destruction de vestiges archéologiques, protégés par ailleurs en cas de demande de permis de construire, d'aménager, de démolir ou de déclaration préalable par l'article R. 111-4 du Code de l'urbanisme qui dispose :
« Le projet peut être refusé ou n'être accepté que sous réserve de l'observation de prescriptions spéciales s'il est de nature, par sa localisation et ses caractéristiques, à compromettre la conservation ou la mise en valeur d'un site ou de vestiges archéologiques ».
En vertu de l'article R. 425-31 du code de l'urbanisme applicable aux permis et à certaines déclarations préalables :
« Lorsque le projet entre dans le champ d'application de l'article 4 du décret n° 2004-490 du 3 juin 2004 relatif aux procédures administratives et financières en matière d'archéologie préventive, le dossier joint à la demande de permis comprend les pièces exigées à l'article 8 de ce décret. La décision ne peut intervenir avant que le préfet de région ait statué, dans les conditions prévues à l'article 18 de ce décret sur les prescriptions d'archéologie préventive. Dans le cas où le préfet de région a imposé des prescriptions, les travaux de construction ou d'aménagement ne peuvent pas être entrepris avant l'exécution de ces prescriptions ».
L'autorité qui délivre le permis doit ainsi consulter, selon les articles R. 425-31 et R. 423-69 du code de l'urbanisme, le conservateur régional du patrimoine, spécialité archéologie, représentant du préfet de région, lorsque le projet se situe dans une zone de risques archéologique, déterminée par une carte archéologique établie, comme à Paris, au regard des dispositions des articles 5 du décret de 2004 et L. 522-5 du code du patrimoine, et qu'il porte sur des emprises au sol supérieures à un seuil défini, le cas échéant, par l'arrêté de zonage. L'article 4.4° dudit décret énumère les travaux exemptés de permis, soumis néanmoins à déclaration préalable auprès du préfet de région en raison de leur profondeur ou superficie et qui peuvent coïncider avec certaines déclarations préalables d'aménagement prévues à l'article R. 421-23 du code de l'urbanisme.
Le juge administratif contrôle l'erreur manifeste d'appréciation des décisions d'urbanisme, au regard de ces dispositions.

### Redevance d'archéologie préventive
L'archéologie préventive est en partie financée par la redevance d'archéologie instituée par l'article L. 524-2 du code du patrimoine qui dispose :
« Il est institué une redevance d'archéologie préventive due par les personnes, y compris membres d'une indivision, projetant d'exécuter des travaux affectant le sous-sol et qui :
- a) Sont soumis à une autorisation ou à une déclaration préalable en application du code de l'urbanisme ;
- b) Ou donnent lieu à une étude d'impact en application du code de l'environnement ;
- c) Ou, dans les cas des autres travaux d'affouillement, sont soumis à déclaration administrative préalable selon les modalités fixées par décret en Conseil d’État. En cas de réalisation fractionnée, la surface de terrain à retenir est celle du programme général des travaux ».